# 음력 6월 17일
음력 6월 17일은 음력 6월의 17번째 날이다.

## 사건
- 1953년 - 한국전쟁 휴전 협정 체결.

## 문화
- 2009년 - 2009 인천세계도시축전 개막.

## 탄생
- 1831년 - 조선 제25대 국왕 조선 철종.
- 1902년 - 한국의 소설가 채만식.
- 1942년 - 대한민국의 가수 현철

## 사망
- 2024년 - 대한민국의 코미디언 장두석.

## 같이 보기
- 음력 360일: 1월 2월 3월 4월 5월 6월 7월 8월 9월 10월 11월 12월
- 전날:6월 16일 다음날:6월 18일 - 전달:5월 17일 다음달:7월 17일
- 양력:6월 17일
- 음력, 윤달